# 周腓力
周腓力（1936年—2003年），華裔美國作家。
周腓力祖籍四川資中，出生於上海，後舉家遷至台灣。其父周大瑤曾任台糖總工程師，以製糖使用中間汁炭酸法，獲得1951年中國工程師學會金質獎章。
1958年，周腓力自台大外文系畢業。1967年移民美國洛杉磯。1985年以《一周大事》一文，獲時報文學獎小說組首獎。2003年心臟病發，病逝美國，享年67歲。

## 作品
- 1987年：小說集《洋飯二吃 》（爾雅出版社）
- 1989年：散文集《幽自己一默》（九歌出版社）、《萬事莫如睡覺急》（駿馬文化）。
- 1994年：散文集《婚姻考驗青年》（九歌出版社）。
- 1996年：散文集《出門靠幽默》（九歌出版社）。
- 2000年：散文集《盡情幽默》（健行文化）。
- 2005年：精選集《幽默開門》（九歌出版社）。